# Estasi della beata Ludovica Albertoni
L'Estasi della beata Ludovica Albertoni è una scultura di Gian Lorenzo Bernini del 1674, custodita nella chiesa di San Francesco a Ripa a Roma.

## Storia
Ludovica Albertoni, terziaria francescana vissuta a Roma dal 1474 al 1533, fu beatificata nel 1671, anche per le esperienze delle visioni mistiche, dimensione di trascendenza rivalutata e incentivata dalla chiesa romana nel Seicento. Nello stesso anno, la famiglia Altieri decise di dedicarle un altare nella cappella privata in San Francesco: l'opera venne affidata all'ormai settantenne Gian Lorenzo Bernini.

## Descrizione e stile

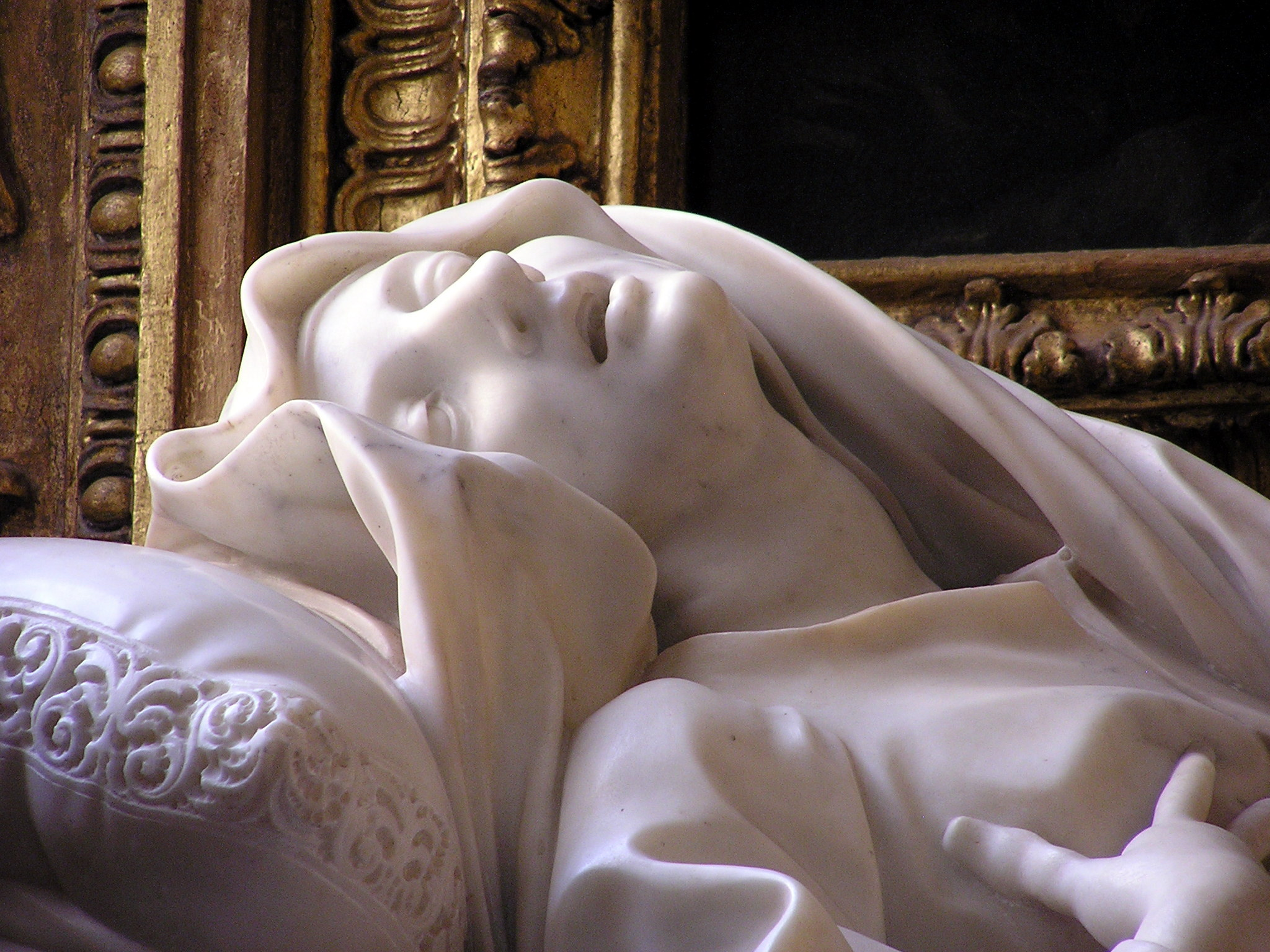
Particolare della Beata Ludovica Albertoni.

Ubicata precisamente nella cappella Altieri, quest'opera affronta con forme più semplici e sobrie il tema dell'estasi cristiana, già toccato nell'Estasi di santa Teresa d'Avila del 1652. In essa si esprime il più incisivo aspetto religioso delle ultime produzioni di Bernini; la figura della beata è stesa su un letto finemente ricamato nel marmo e poggiato su di un blocco di diaspro lavorato come fosse un drappeggio, il quale è posto in maniera non convenzionale sull'altare della cappella.

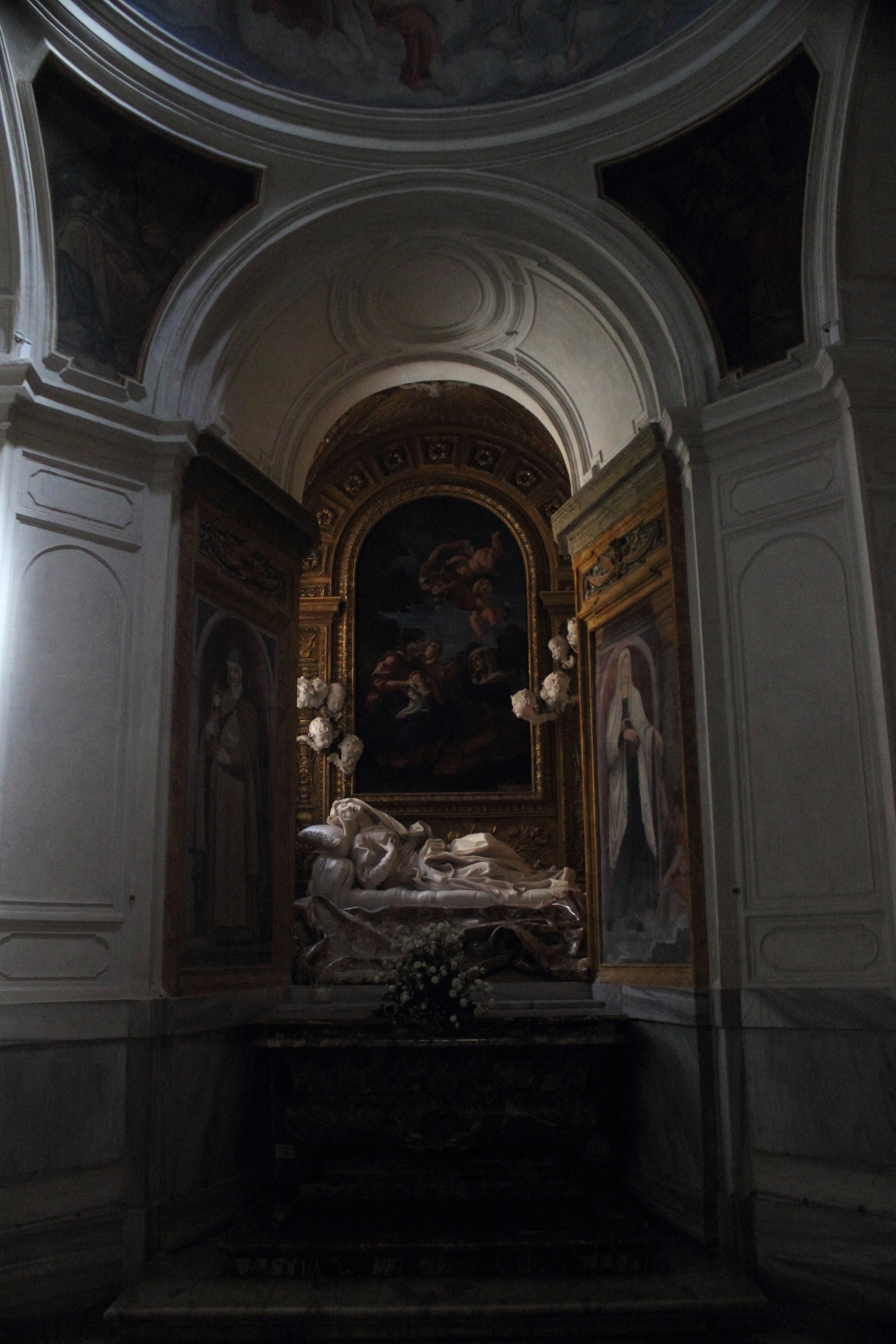
Veduta della cappella

Lo spazio della cappella è molto ridotto, ma Bernini riesce comunque a creare un effetto scenografico quale aveva già sperimentato nella cappella Cornaro. Crea due pareti molto inclinate che fanno da quinta allo spazio dove è inserito il sarcofago della beata. La parete di fondo viene arretrata, così Bernini può nascondere due piccole finestre verticali, che danno direttamente all'esterno, creando una illuminazione radente che rischiara la bianca statua rendendola più visibile nella penombra della cappella. Entrando dalla navata principale, la cappella tutta si presenta in maniera improvvisa, in una fitta penombra spezzata solo da un raggio di luce proveniente da una finestrella nascosta; la beata è idealmente elevata grazie alla stretta forma della composizione architettonica.
Una tela di Giovan Battista Gaulli fa da sfondo alla statua di Ludovica Albertoni, volutamente pensata perché le due opere fossero in evidente contrasto: oltre all'ovvia differenza di materiali, il bianco marmo e i colori più cupi del dipinto, è forte la discordanza tra l'agitarsi convulso della figura distesa e la delicata visione paradisiaca alle sue spalle, quasi la pittura fosse la visione stessa della beata.
La statua della Beata Ludovica Albertoni è stata restaurata nel 2019 da Elisabetta Zatti con la supervisione di Aldo Mastroianni e Carlo Festa. Il restauro ha interessato, oltre alla statua di marmo, lo sfondo in oro con rilievi, gli angeli in stucco bianco, il drappo in alabastro con frange in bronzo dorato.

## Influenza culturale
- All'opera del Bernini è ispirato lo stencil realizzato dall'artista di strada inglese Banksy a Napoli in via Benedetto Croce (Spaccanapoli), nel quale l'estasi (o l'agonia) della santa è attribuito al consumo di cibo spazzatura.[6]